# قرص خوشحال کوچک
«قرص خوشحال کوچک» (به انگلیسی: Happy little pill) تک‌آهنگی از هنرمند اهل استرالیا تروی سیوان است که در ۲۵ ژوئیه ۲۰۱۴ منتشر شد. این تک‌آهنگ در آلبوم تی‌آراکس‌وای‌ئی قرار داشت.
این تک‌آهنگ در چارت‌های نیوزلند جزو ده ترانه اول قرار گرفت.